# Псковский академический театр драмы имени А. С. Пушкина

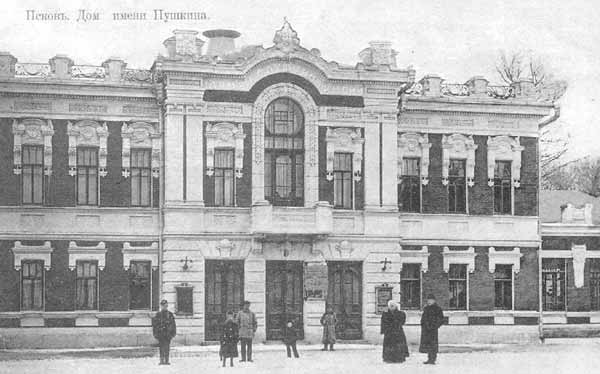
Народный дом, нач. XX века.

Псковский академический театр драмы им. А. С. Пушкина — драматический театр во Пскове, Народный дом им. А. С. Пушкина — филиал Национального драматического театра России.

## История театра
В 1899 году в год столетия со дня рождения А. С. Пушкина на народные средства началось строительство здания Народного дома по проекту псковского архитектора Э. А. Гермейера, завершено в 1906 году. На сцене Народного дома начала XX века — спектакли, выступление эстрадных певцов и артистов балета (Ольга Иосифовна Преображенская, Матильда Феликсовна Кшесинская, Тамара Платоновна Карсавина). В 1918 году помещения Народного дома переданы Коммунальному театру им. А. С. Пушкина.
В 1920 году он получил название Псковский государственный театр им А. С. Пушкина. В 1920-е годы театр не имел постоянной труппы, актёрский состав менялся каждый сезон. В 1939 году состоялось открытие постоянного театра на базе Ленинградского драматического театра — Ленинградского областного драматического театра им. А. С. Пушкина.
Во время Великой Отечественной войны здание театра было разрушено, но уже в 1946 году восстановлено и состоялось открытие театрального сезона.
С 1988 года при театре работал репертуарный театр под открытым небом в исторических памятниках «Карусель». Отмечен премиями «Золотая пальма» (Франция, 1998), «Петрополь» («За верность пушкинской теме», 2003).
С 1994 года в Псковском театре при поддержке администрации Псковской области ежегодно проводится международный Пушкинский театральный фестиваль. За годы его проведения здесь выступили лучшие театры России, Франции, Великобритании, Швейцарии, Нидерландов, Германии, Эстонии, Латвии и других стран.
С 2012 по 2014 годы в здании театра выполнен полный комплекс ремонтно-реставрационных работ (здание театра является объектом культурного наследия федерального значения с 1995 года). Часть средств от реставрации была расхищена коррупционерами во главе с зам. министра культуры Г. У. Пирумовым.
В феврале 2013 года художественным руководителем театра был назначен Василий Сенин; первая же его постановка, в феврале 2014, — ироничная поэма Пушкина «Граф Нулин» — оказалась провальной, и в декабре 2014 года театр вошёл в состав театрально-концертной дирекции. В марте 2015 года Сенин покинул свой пост по собственному желанию. Театрально-концертную дирекцию в мае 2015 года возглавил Дмитрий Месхиев.
В 2019 году театр впервые принял участие в международном фестивале кукольных и синтетических театров «КукART» (Санкт-Петербург) со спектаклем 2018 года «Год жирафа», адресованном зрителям ясельного, детсадовского и младшего школьного возраста.
С 1 января 2021 года театр функционирует на правах филиала Национального драматического театра России и ему возвращено историческое название — Народный дом им. А. С. Пушкина. Спектакль режиссёра Антона Фёдорова «Морфий» в Псковском академическом театре драмы имени А. С. Пушкина получил 7 номинаций Национальной театральной премии «Золотая маска» в 2023 году и стал лауреатом в двух из них: «Лучшая работа художника по костюмам» (Антон Федоров, Александр Стройло), «Лучшая женская роль второго плана» (Наталья Петрова).
На сцене Народного дома в первой половине XX века выступали:
- Павел Васильевич Самойлов
- Павел Николаевич Орленев
- Николай Николаевич Ходотов
- Вера Фёдоровна Комиссаржевская
- Мария Гавриловна Савина
- Константин Александрович Варламов
- Екатерина Павловна Корчагина-Александровская

В качестве актёров Псковского драматического театра работали многие известные советские театральные и кино актёры, режиссёры:
- Анатолий Георгиевич Азо
- Эммануил Гедеонович Виторган
- Виталий Григорьевич Зикора
- Виктор Дмитриевич Лукин
- Олег Георгиевич Окулевич
- Юрий Викторович Орлов
- Валерий Викторович Прохоров
- Борис Андреевич Терентьев
- Эрнест Викторович Ясан
- Иван Семёнович Криворучко

## Главные режиссёры
- Рябчуков Евгений Артемьевич 1944 г.
- Лебедев Владимир Николаевич, заслуженный артист РСФСР, 1946 г.
- Романовский Михаил Александрович, 1949 г.
- Туров Соломон Борисович, 1950 г.
- Липеровский Андрей Николаевич, 1951 г.
- Лурье Леонид Эммануилович, 1952 г.
- Истомин-Кастровский Владимир Владимирович, 1956 г.
- Киржнер Яков Маркович, 1957 г.
- Филиппов Борис Михайлович, заслуженный деятель искусств Армянской ССР, 1959 г.
- Каплин Владимир Михайлович, 1962 г.
- Луккер Леонид Викторович, 1963 г.
- Летягин Юрий Петрович, 1968 г.
- Иванов Владимир Михайлович, 1972 г.
- Бухарин Валерий Васильевич, заслуженный деятель искусств РСФСР, 1975 г.
- Радун Вадим Иосифович, заслуженный деятель искусств РСФСР, народный артист РФ, 1985 г.

## Современная труппа театра
Народные артисты России:
- Новохижин, Юрий Михайлович (с 1978 года)
- Свекольников, Владимир Степанович (с 1973 года)

Заслуженные артисты России:
- Галина Федоровна Шукшанова;
- Виктор Николаевич Яковлев;
- Мирра Александровна Горская †;
- Надежда Вениаминовна Чепайкина;
- Сергей Владимирович Попков;
- С полным составом труппы и репертуарным календарём можно ознакомиться на официальном сайте театра.

## Награды
- Орден «Знак Почёта» (18 ноября 1981 года) — за заслуги в развитии советского театрального искусства[9].
- Благодарность Президента Российской Федерации (15 февраля 2006 года) — за большой вклад в развитие театрального искусства и достигнутые творческие успехи[10].